# 조성중앙초등학교
조성중앙초등학교는 대한민국 전라남도 보성군 조성면 용전리 165에 있었던 초등학교이다.

## 연혁
- 1968년 3월 5일 조성북국민학교 용전분교장 설치
- 1970년 3월 3일 조성중앙국민학교 승격
- 1996년 3월 1일 조성중앙초등학교로 개칭
- 1999년 2월 19일 제28회 졸업식(8명)(총 1298명)
- 1999년 3월 1일 조성초등학교로 통합